# JMEV 01

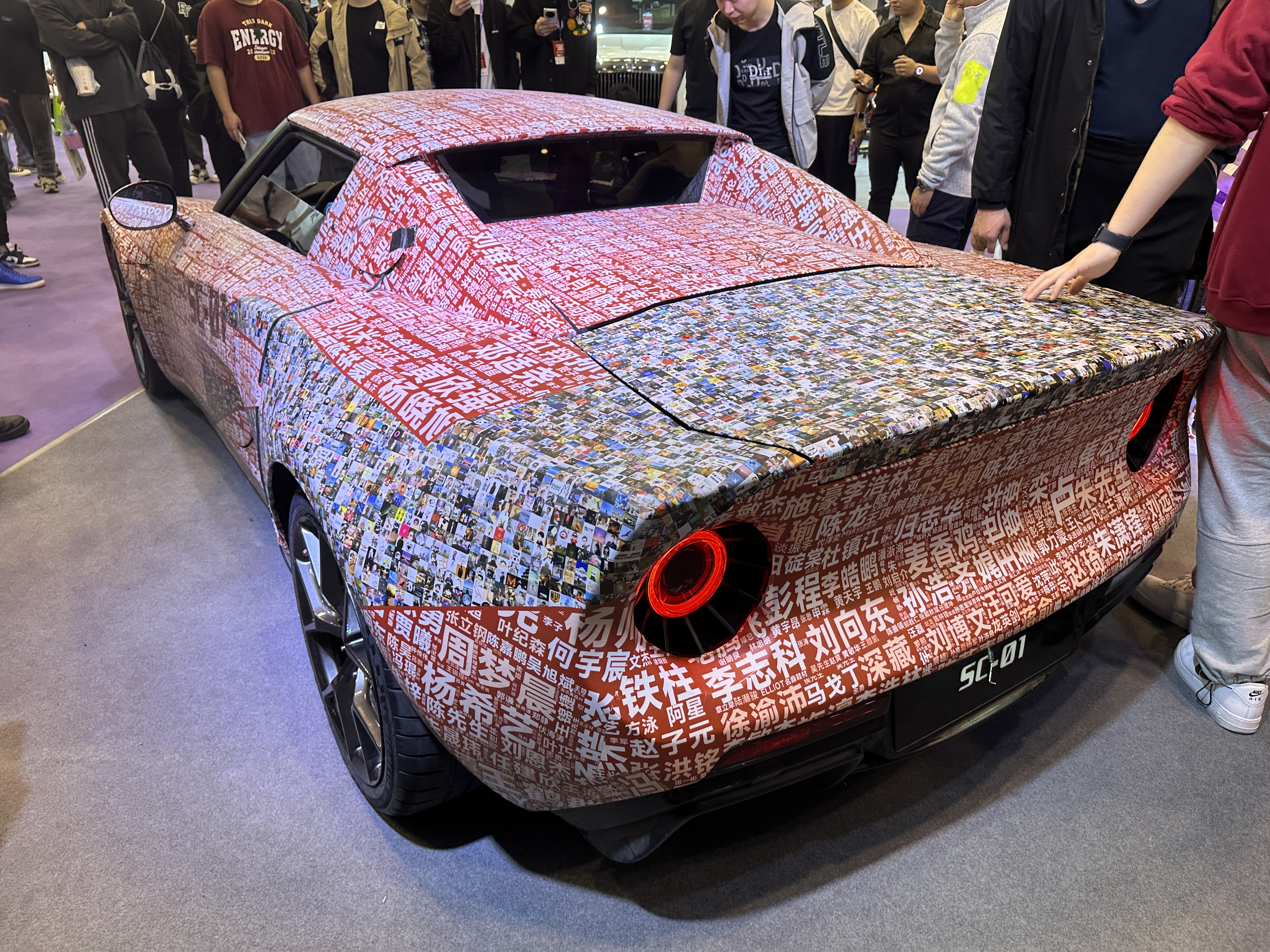
Вид сзади

JMEV 01 (кит. 江铃羿驰 01; пиньинь jiānglíng yìchí 01) — спортивный электромобиль, производимый китайской компанией JMEV. Первоначально он был представлен в сентябре 2022 года под названием SSC SC-01 (кит. 小跑车SC-01; пиньинь: xiǎo pǎochē SC-01; литерал. «Small Sports Car SC-01»).

## Описание
JMEV 01 является небольшим двухместным спорткаром длиной 4105 мм. На переднем бампере имеются держатель переднего номерного знака и два боковых вентиляционных отверстия по углам, а также открытые светодиодные фары и дневные ходовые огни, окружённые воздуховодами, используемыми для охлаждения тормозов. Низкий, открывающийся вперёд капот ведёт к аномально закруглённому лобовому стеклу с одним стеклоочистителем для уменьшения сопротивления. По бокам автомобиля имеются вентиляционные отверстия, расположенные между дверью и задним колесом, которые используются для охлаждения радиаторов. Затем воздух выходит вокруг круглых задних фонарей. Зона за салоном имеет контрфорсы, скрывающие вертикальное заднее стекло, что позволяет создать плоскую заднюю палубу с открывающимся сверху багажником.
В салоне JMEV 01 установлен ЖК-дисплей приборной панели за рулевым колесом. Трёхспицевое рулевое колесо с плоским дном имеет несколько органов управления, расположенных на горизонтальных спицах, включая указатели поворота, звуковой сигнал и стеклоочистители, а также два отдельных пульта управления, установленных низко над центральной ступицей, которые отвечают за управление мультимедиа и навигацию по экрану. Органы управления фарами находятся слева от руля, в то время как диски для основных функций отопления, вентиляции и кондиционирования воздуха находятся только на приборной панели слева от рулевого колеса. Узкая центральная консоль содержит диск селектора привода, механический рычаг ручного тормоза и органы управления боковыми стёклами. Остальные же элементы управления находятся в полосе кнопок и дисков, установленных на потолке над лобовым стеклом, включая кнопку зажигания, ручку регулировки громкости, стеклоочистители, дверные замки, разблокировку багажника, настройки антипробуксовочной системы, конфигурация мощности привода и многое другое. Сиденья в салоне ковшеобразные, с вырезами, позволяющими установить многоточечные ремни безопасности. Звуковая система Edifier имеет двухканальную трёхполосную конфигурацию.

## Технические характеристики
JMEV 01 приводится в движение двумя синхронными электродвигателями с постоянными магнитами, поставляемыми компанией Enpower. Пиковая мощность составляет 160 кВт (215 л. с.), а номинальная — 70 кВт (94 л. с.) по одному на ось. Суммарная мощность составляет 320 кВт (429 л. с.), а суммарный крутящий момент — 560 Н⋅м. Питание обеспечивается литий-никель-марганец-кобальт-оксидным аккумулятором ёмкостью около 60 кВт⋅ч, поставляемым компанией CALB. Пиковая мощность составляет 360 кВт, а плотность энергии — 160 Вт·ч/кг. По циклу CLTC запас хода составляет 520 км, а заявленное время зарядки от 30% до 80% составляет менее 25 минут. Максимальная скорость составляет 200 км/ч, а разгон до 100 км/ч — 3,8 сек.